# Топографічний план
План топографі́чний — зображення на площині проєкції звичайно у великому масштабі обмеженої ділянки місцевості, без врахування кривизни земної поверхні. Топографічні плани створюються в масштабах 1 : 5000, 1 : 2000, 1 : 1000 і 1 : 500. Призначаються для розробки проєктів, робочих креслень і креслень по забезпеченню будівництва різних інженерних споруджень, а також геологорозвідувальних робіт і будівництва, експлуатації гірничодобувних підприємств. Геодезичною основою топографічних планів служать пункти державної геодезичної мережі. При площі зйомки менше 20 км² застосовується прямокутна розграфка планів з розмірами аркушів 40X40 (1:5000) і 50X50 (1:2000 і крупніше).
За змістом топографічні плани розділяються на:
- Основні, що являють собою загальні географічні плани універсального призначення, розраховані на комплексне задоволення головних вимог багатьох галузей господарства.
- Спеціальні, що створюються для вирішення конкретних задач окремої галузі господарства. При їхньому виготовленні допускається нанесення додаткової інформації, підвищення вимог до точності зображення усіх або частини контурів і рельєфу місцевості, а також відмова від якої-небудь частини змісту, передбаченого для основного варіанта топографічного плану.